# Koncept
Koncépt je abstrakcija ali posplošitev iz izkušnje ali rezultat transformacije obstoječih konceptov. Koncept konkretizira vse svoje dejanske ali možnostne primere, naj si bodo to stvari v resničnem svetu ali druge zamisli (ideje). Koncepte obravnavajo v mnogih, če ne v vseh, znanstvenih vedah, bodisi eksplicitno, kot na primer psihologija, filozofija, ali implicitno, kot na primer matematika, fizika.
Koncept je sopomenka za zamisel.
V metafiziki in še posebej ontologiji je koncept osnovna kategorija obstoja. V sodobni filozofiji obstajajo vsaj trije prevladujoči načini razumevanja konceptov:
- kot miselne predstavitve, kjer so koncepti entitete, ki obstajajo v možganih.
- kot zmožnosti, kjer so koncepti zmožnosti svojske kognitivnim posredovalcem.
- kot abstraktni objekti, kjer so objekti sestavine podmen, ki posredujejo med mislijo, jezikom in referenti.

## Etimologija
Izraz »koncept« se zasledi med letoma 1554 in 1560 (latinsko conceptus (m), concepta (ž), conceptum (s); množina conceptī, conceptae, concepta) – predstavljati si (nekaj)). Kar se danes označuje za »klasično teorijo konceptov«, je Aristotelova teorija o definiciji strokovnih izrazov (terminov). Pomen koncepta raziskuje glavni tok informacijskih znanosti, kognitivnih znanosti, metafizike in filozofije mišljenja. V kontekstih računalniških in informacijskih znanosti se posebej izraz 'koncept' velikokrat rabi na nejasne ali neskladne načine.